# LHS 194
LHS 194 is een witte dwerg met een spectraalklasse van DQ. De ster bevindt zich 30,67 lichtjaar van de zon.